# Maison de Montfort-sur-Risle
La maison de Montfort-sur-Risle est une famille du baronnage anglo-normand.
- Thurstin de Bastembourg († av. 1027), seigneur de Pont-Authou
- Hugues Ier de Montfort († 1040), son fils, seigneur de Pont-Authou et Montfort-sur-Risle, meurt vers 1040 en défendant le jeune duc Guillaume Le Bâtard, encore mineur.
- Hugues II de Montfort († ap. 1088), fils du précédent, participe à la bataille de Mortemer en 1054 puis à celle de Hastings en 1066. Il est connétable de Normandie puis de Normandie et d'Angleterre. Châtelain de Douvres, il reçoit 114 manoirs en Angleterre. Fondateur de l'abbaye de Saint-Hymer. Moine du Bec (1088).
- Hugues III, également appelé Hugues de Gand[1] fils du précédent. Connétable de Normandie et d'Angleterre. En 1122, il entre dans la conjuration de la Croix-Saint-Leufroy[2] avec Galéran de Beaumont comte de Meulan et plusieurs autres seigneurs qui se prononcèrent ouvertement contre l'usurpation de Henri Ier d'Angleterre, avec lesquels, pendant 2 ans, il mène des raids dévastateurs sur la Normandie[3].

## Autres personnalités
- Guillaume de Montfort-sur-Risle († 1124), fils de Thurstin et d'Aubrée, fille de Dunelme, sœur de Roger de Beaumont, 3e abbé du Bec (1093-1124).

## Généalogie
- Thurstin de Bastembourg
  - Guillaume Bertran
  - Hugues Ier « le Barbu » (mort en 1040), seigneur de Montfort-sur-Risle
    - Hugues II (mort après 1088), seigneur de Montfort-sur-Risle puis moine du Bec
ép. une fille de Richard de Beaufou
      - Alice
ép. Gilbert de Gand (en) (mort en 1095)
      - Robert Ier (mort avant 1111)
      - Hugues III (mort avant 1100), seigneur de Haughley
        - Robert II, seigneur de Haughley
        - Adelise (morte après 1142)
ép. 1) Simon (mort en 1119/1129), seigneur de Moulins-la-Marche
ép. 2) Robert de Vere, connétable d'Angleterre (mort après 1142)

      - Adeline
épouse Guillaume de Breteuil (en) (mort en 1103), fils de Guillaume Fitz Osbern

    - Raoul
    - Robert (mort après 1089)
    - Thurstin
ép. Aubrée, fille de Dumelme de Vieilles
      - Guillaume (vers 1054-1124), 3e abbé du Bec

  - Gisla
ép. Giroie (mort après 1050), seigneur d'Échauffour et de Montreuil-l'Argillé